# Східний Дарфур
Східний Дарфур — один з 18 штатів (вілаятів) Судану.
Адміністративний центр — місто Ед-Даейн.
Штат межує на півночі з провінцією Північний Дарфур, на заході — зі штатом Південний Дарфур, на сході з штатом Західний Кордофан (раніше Південний Кордофан) і округом Аб'єй, на півдні — з Південним Суданом.
Штат було створено в січні 2012 року шляхом виділення зі складу провінції Південний Дарфур ряду округів: Аль-Деаін, Адаяла і частково Шеарія і Ньяла.